# Centre Esportiu Municipal Olímpics Vall Hebron
Das Centre Esportiu Municipal Olímpics Vall Hebron, ehemals Pavelló de la Vall d’Hebron ist eine Sporthalle im Stadtbezirk Horta-Guinardó der spanischen Stadt Barcelona.

## Geschichte
Anlässlich der Olympischen Sommerspiele 1992 in Barcelona wurde der 17.668 Quadratmeter große Pavelló de la Vall d’Hebron errichtet und 1992 eröffnet.
Das Gebäude besteht aus zwei Hallen, dem Palau Municipal d’Esports sowie das Centre Municipal de Pilota, die miteinander verbunden sind.

### Palau Municipal d’Esports
Der Palau Municipal d’Esports ist eine Sporthalle und verfügt über 1670 Sitzplätze. Während den Olympischen Sommerspielen 1992 wurden hier die Vorrundenspiele sowie die Spiele um Platz 5 bis 12 der beiden Volleyballturniere ausgetragen. Hierfür wurde die Kapazität vorübergehend auf 2500 Plätze erhöht.

### Centre Municipal de Pilota
Im Centre Municipal de Pilota wurde während den Olympischen Sommerspielen 1992 die Demonstrationssportart Pelota ausgetragen. Hierfür wurde die Kapazität auf 3000 Plätze aufgestockt.
Zudem befindet sich im Dachgeschoss ein Schwimmbad.